# Славчев, Светослав
Светослав Дончев Славчев (18 декабря 1926, Луковит, Третье Болгарское царство — 13 ноября 2016, София) — болгарский писатель-фантаст и детективист.
Родился в 1926 г. в Болгарии. Закончил Медицинскую академию в Софии. Работал врачом-микробиологом с 1951 г. по 1958 г. Первый рассказ — «Кровь цивилизации» — написал в 1947 г. С 1960 г. — профессиональный писатель. Автор более 20 романов и сборников рассказов, преимущественно детективных и научно-фантастических: «Девятка — число кобры», «Загадка Белой долины», «Жребий», "Дело «Вагон № 22051» и ряда других.